# Teoria cykli hegemonicznych
Teoria cykli hegemonicznych lub teoria długich cykli – teoria stosunków międzynarodowych, stworzona przez George’a Modelskiego. Powstała w oparciu o wcześniejsze teorie m.in. cykli ekonomicznych Kondratiewa i teorii systemów-światów Fernanda Braudela i Immanuela Wallensteina.

## Założenia teorii
Głosi ona, że gdy jakieś mocarstwo osiąga rolę mocarstwa hegemonicznego, wyzwanie rzucają mu inne wielkie mocarstwa. Jedno z nich osiąga potęgę równą mocarstwu światowemu i chce zająć jego miejsce, co prowadzi do wojny hegemonicznej – czyli wojny o uzyskanie/utrzymanie statusu hegemona. Modelski stworzył specjalny indeks siły oparty głównie na potędze morskiej. Według Modelskiego w 1518 Portugalia osiągnęła pozycję hegemoniczna w polityce światowej. Rzuciła jej wyzwanie Hiszpania, osiągnąwszy uprzednio równorzędną wobec Portugalii pozycję drugiego światowego mocarstwa. Ten dwubiegunowy układ nie przetrwał, gdyż – co jest charakterystyczne dla teorii Modelskiego – „gdzie dwóch się bije tam trzeci korzysta” – a zatem państwem które osiągnęło pozycję hegemoniczną były Niderlandy (Holandia). W 1688 ta hegemonia została podłamana przez Francję, która z kolei została pokonana przez drugiego pretendenta do hegemoni Wielką Brytanię („I cykl brytyjski”). Mocarstwowej pozycji Wlk. Brytanii wyzwanie rzuciła Francja w postaci wojen napoleońskich. Z tego starcia po raz kolejny zwycięsko wyszła Wielka Brytania („II cykl brytyjski”). Zakończyły go dwie wojny światowe (1914-45) traktowane łącznie jako jeden wielki konflikt hegemoniczny, ale i tym razem główny rywal hegemona – Niemcy nie zwyciężyły. Prawdziwym zwycięzcą nie była jednak również W.Brytania, lecz USA. Po 1945 nowy porządek światowy określała rywalizacja dwóch supermocarstw – USA i ZSRR. Zatem okresy hegemoniczne miałyby trwać od 60 do 90 lat, a wojny (konflikty) hegemoniczne ok. 20 lat. Co ciekawe do tej pory w zasadzie żaden z rywali nie zastąpił hegemona a rolę mocarstwa światowego przejmował zwykle „tertius gaudens” („trzeci zyskujący”) będący nieraz głównym sojusznikiem hegemona (Anglia/Wielka Brytania – sojusznik Niderlandów przeciwko Francji, lub Stany Zjednoczone – jako sojusznik Wielkiej Brytanii przeciwko Niemcom). Jedynym wyjątkiem był rok 1815 kiedy Wielka Brytania ponownie rozpoczęła kolejny cykl hegemoniczny pokonując napoleońską Francję.
Fazy cyklu hegemonicznego:
1. wojna hegemoniczna o globalnym (od XVI wieku) charakterze – decydująca o tym kto będzie hegemonem (ang. Macro – decision)
2. dominacja – hegemonia mocarstwa światowego (execution)
3. delegitymizacja – zakwestionowanie dominacji przez inne wielkie mocarstwa (Agenda-setting)
4. dekoncentracja – utrata dominacji pod wpływem działań wschodzących mocarstw: potencjalnego rywala – który staje na czele koalicji mocarstw kwestionujących dotychczasowy ład (challenger), oraz sojusznika który zwykle wygrywa walkę o hegemonie w następnym cyklu[1]

## Długie cykle w historii
Ewolucja polityki globalnej
| wojna hegemoniczna                             | dominacja                         | delegitymizacja                                               | dekoncentracja             |
| ---------------------------------------------- | --------------------------------- | ------------------------------------------------------------- | -------------------------- |
| Okres Euroazjatycki                            |                                   |                                                               |                            |
| 1211-1260 wojny mongolskie                     | 1260-1280 Imperium mongolskie     | 1280-1370 (rozpad)                                            | 1370-1405 Tamerlan         |
| Okres Euro-atlantycki                          |                                   |                                                               |                            |
| 1494-1516 wojny włoskie i oceaniczne           | 1516-1539 · Portugalia            | 1540 – 1560                                                   | 1560 – 1580 · Hiszpania    |
| 1580-1609 wojna o niepodległość Niderlandów    | 1610-1639 · Holandia              | 1640-1660                                                     | 1661-1688 Francja          |
| 1688-1713 wojny Ludwika XIV                    | 1714 – 1739 · Wielka Brytania (I) | 1740-1763 (wojna sukcesyjna austriacka i wojna siedmioletnia) | 1764-1792 · Francja        |
| 1792-1815 wojny rewolucyjne i napoleońskie     | 1815-1849 · Wielka Brytania (II)  | 1850-1873 (USA)                                               | 1874-1914 Niemcy           |
| Okres atlantycko-pacyficzny                    |                                   |                                                               |                            |
| 1914-1945 I wojna światowa i II wojna światowa | 1945-1973 · Stany Zjednoczone     | 1973 (kryzys naftowy)                                         | 1974-2000 · ZSRR lub Chiny |
| 2030-2050 (prognoza)                           | 2050-2110 USA (?)                 | 2110-2140                                                     | 2140 – ?                   |

## Krytyka
Teoria długich cykli G. Modelskiego została poddana krytyce ze strony niektórych historyków i politologów zarzucających jej „cykliczność” i „schematyzm” na przestrzeni dziejów. Kwestionowana jest głównie teza o globalnej hegemonii Portugalii w XVI lub Niderlandów w XVII w. (podczas gdy w rzeczywistości to raczej Hiszpania za panowania Karola V i Filipa II była wiodącym mocarstwem światowym), której nie można porównywać z rzeczywiście hegemoniczną pozycją Wielkiej Brytanii w połowie XIX, czy USA na przełomie XX/XXI wieku. Niezrozumiałe jest też pomijanie wojen hegemonicznych o globalnym charakterze – jak wojna trzydziestoletnia i związana z nią wojna holendersko-portugalska (1602–1663), czy też wojna siedmioletnia (1757-1763), które również miały znaczący wpływ na losy świata.
Teoria długich cykli głosi że w systemie międzynarodowym istnieją tylko dwa główne mocarstwa: hegemon i pretendent do hegemonii, który rzuca mu wyzwanie. Steven E. Lobell twierdzi że jest to uproszczenie, gdyż w praktyce hegemon musi stawić czoła kilku rosnącym w siłę rywalom w różnych obszarach świata.
Pomimo tych zastrzeżeń teoria jest uznawana za interesującą analizę procesów dziejowych dzięki oferowanym przez nią możliwościom badawczym oraz ponadczasowemu spojrzeniu.

### Supercykle
Polski badacz Andrzej Gałganek stworzył syntezę teorii systemów-światów Wallensteina i teorii długich cykli Modelskiego ujmując proces dziejowy jako synchronizację procesów politycznych i ekonomicznych w postaci tzw. „supercykli”.
| SUPERCYKL            | Początek                      | Przedział zwrotny                        | Zamknięcie                        |
| -------------------- | ----------------------------- | ---------------------------------------- | --------------------------------- |
| 1) 1494-1713         | wojny włoskie (1494-1516)     | wojna hiszpańsko-holenderska (1580-1609) | wojny Ludwika XIV (1688-1713)     |
| 2) 1713-1945         | wojny Ludwika XIV (1688-1714) | wojny francuskie (1792-1815)             | I i II wojny światowe (1914-1945) |
| 3) 1945 – trwa nadal | zimna wojna (1946-1989)       | –                                        | –                                 |